# 미겔 앙헬 실베스트레
미겔 앙헬 실베스트레 람블라(스페인어: Miguel Ángel Silvestre Rambla, 1982년 4월 6일 ~ )는 스페인의 배우이다.